# Marcos Joaquim dos Santos
Marcos Joaquim dos Santos (*Caruaru, Pernambuco, Brasil, 14 de septiembre de 1975), futbolista brasileño. Juega de defensa y su primer equipo fue Porto CS.

## Clubes
| Club               | País         | Año       |
| ------------------ | ------------ | --------- |
| Porto SC           | Brasil       | 1992-1995 |
| Rio Ave FC         | Portugal     | 1995-1998 |
| PSV Eindhoven      | Países Bajos | 1999      |
| Sporting de Lisboa | Portugal     | 2000      |
| E. C. Vitória      | Brasil       | 2000-2003 |
| Estrela da Amadora | Portugal     | 2004      |
| Vasco da Gama      | Brasil       | 2005      |
| Paraná Clube       | Brasil       | 2006      |
| Atlético Mineiro   | Brasil       | 2006-2009 |

## Palmarés

### Campeonatos nacionales
| Título                        | Club                  | País         | Año  |
| ----------------------------- | --------------------- | ------------ | ---- |
| Supercopa de los Países Bajos | PSV                   | Países Bajos | 1999 |
| SuperLiga                     | Sporting de Lisboa    | Portugal     | 2000 |
| Campeonato Baiano             | Esporte Clube Vitória | Brasil       | 2002 |
| Campeonato Baiano             | Esporte Clube Vitória | Brasil       | 2003 |

- Datos: Q2114538